# 复兴镇 (高县)
复兴镇，是中华人民共和国四川省宜宾市高县下辖的一个乡镇级行政单位。

## 行政区划
复兴镇下辖以下地区：
兴新社区、群乐村、仁共村、新田村、治安村、上坝村、娱乐村、白鹤村、落雁村、大鹅村和陈正村。